# Esh Winning
Esh Winning – wieś w Anglii, w hrabstwie Durham. Leży 9 km na zachód od miasta Durham i 377 km na północ od Londynu. W 2001 miejscowość liczyła 4081 mieszkańców.